# Rue Pouchet
La rue Pouchet est une voie située dans le quartier des Épinettes du 17e arrondissement de Paris.

## Situation et accès
La rue Pouchet est desservie par la ligne 13 aux stations Brochant et Porte de Saint-Ouen, ainsi qu'à proximité par la ligne 3b du tramway d'Île-de-France.

## Origine du nom
Elle porte le nom de l'industriel français Louis Ézéchias Pouchet (1748-1807).

## Historique
Ancienne « rue du Port Saint-Ouen » finissant en impasse avant le boulevard Bessières, la rue est prolongée en 1863 par l'ouverture du dernier tronçon et prend le nom de « rue Pouchet » en 1875.

## Bâtiments remarquables et lieux de mémoire
- No 40 : l'église Saint-Joseph-des-Épinettes.
- No 42 : une école primaire publique, l'école Pouchet[2].
- No 75 : à l'angle de la rue Ernest-Roche, immeuble collectif construit en 1907, sur les plans de l'architecte Alphonse Cintrat (1858-1922) et de l'ingénieur Charles Barbière, par la famille Goüin pour les employés de la Société de construction des Batignolles dont les usines étaient voisines[3].

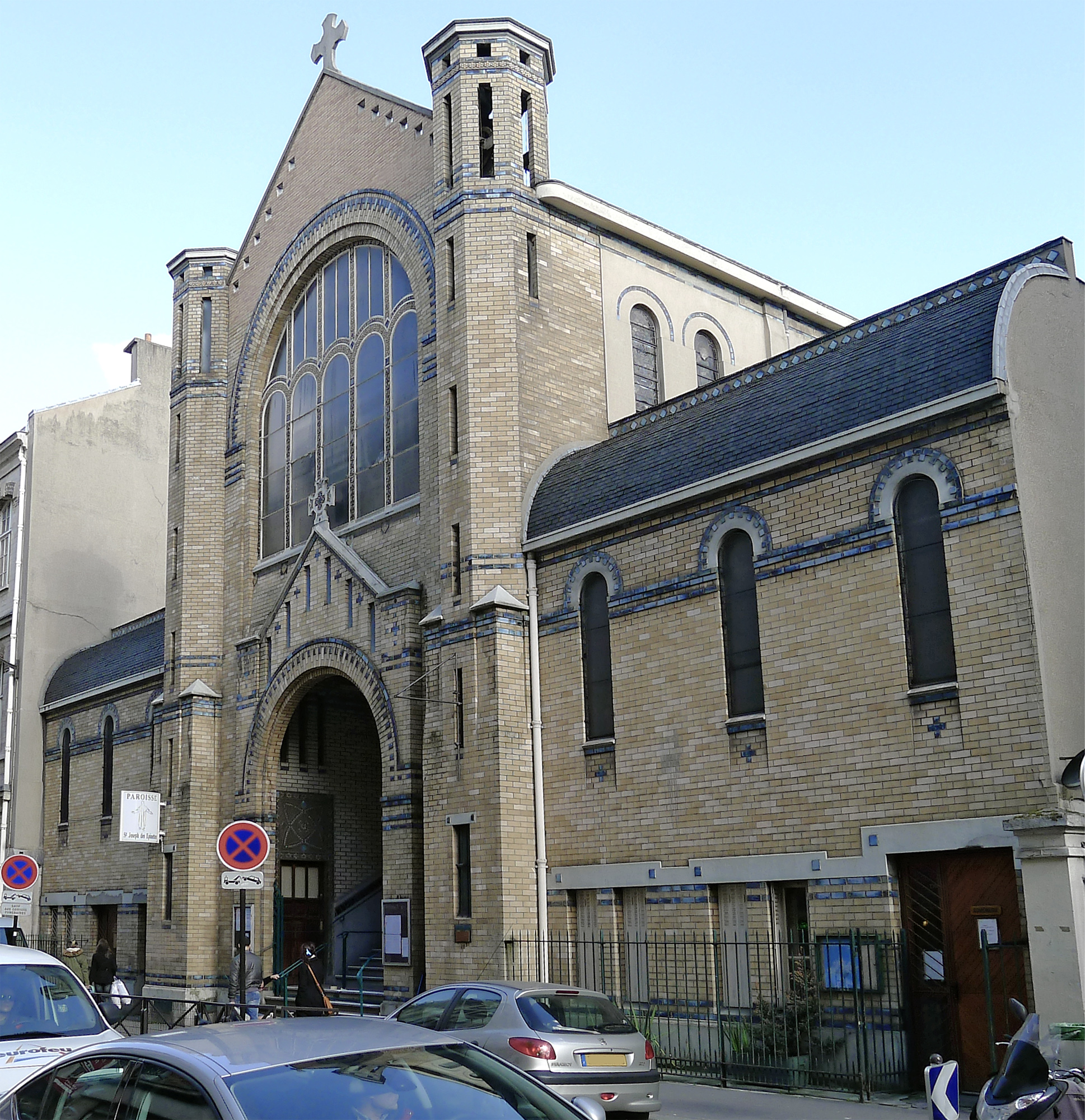
Église Saint-Joseph-des-Épinettes au no 40.
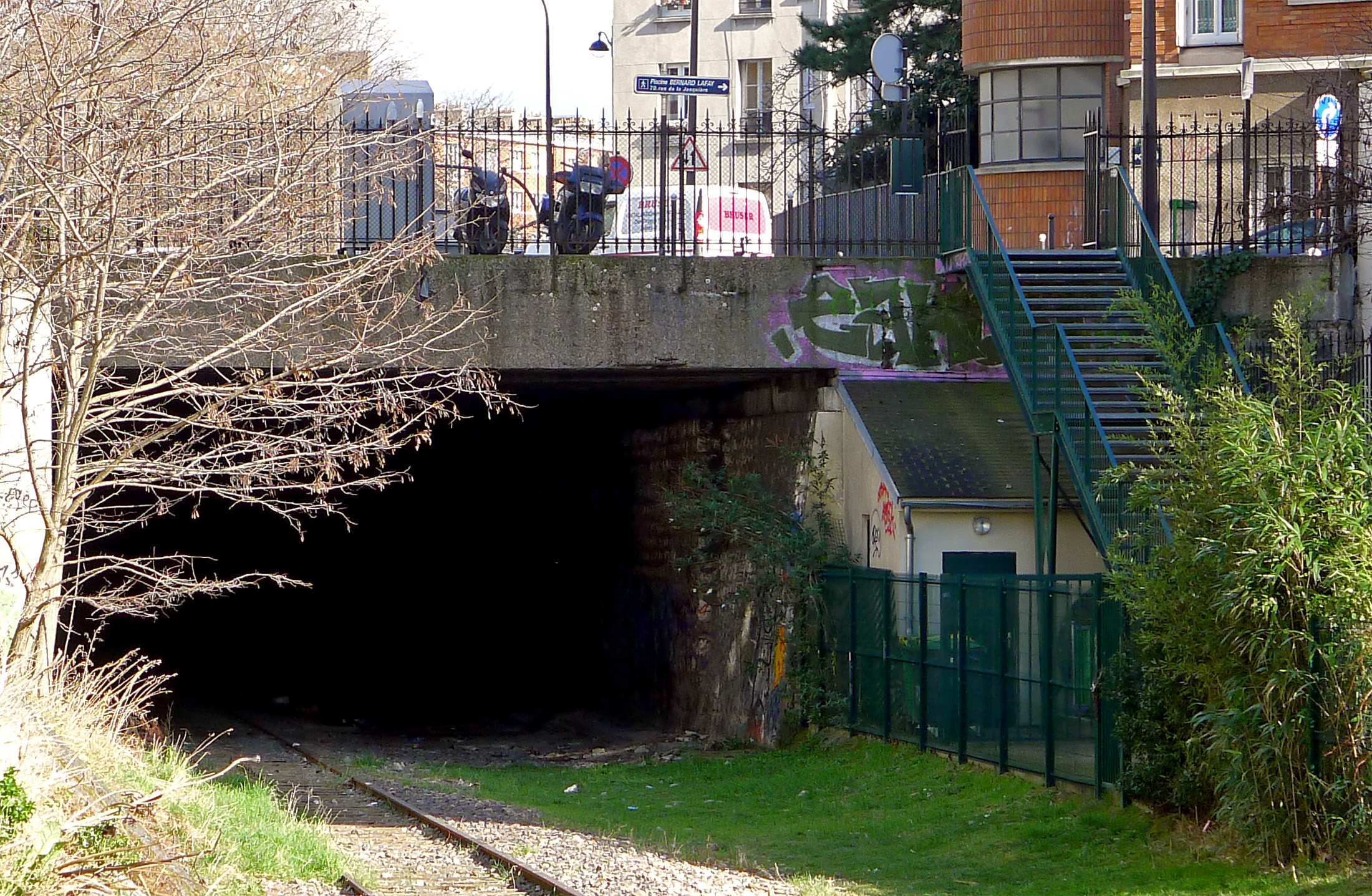
Pont de la rue Pouchet franchissant la ligne de Petite Ceinture.
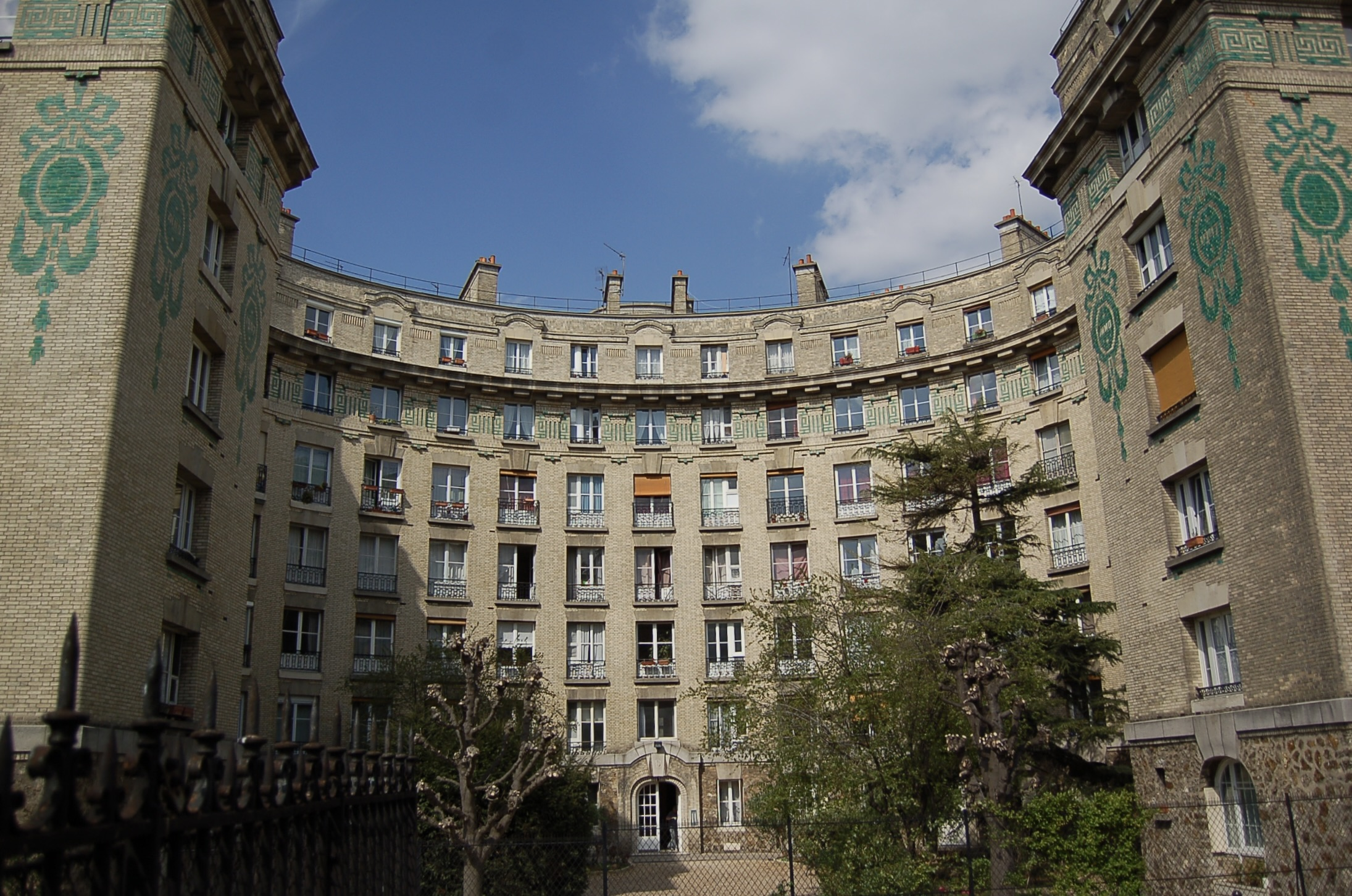
Immeuble collectif du no 75.